# Corsa Specialised Vehicles
Corsa Specialised Vehicles (сокр. CSV) — небольшой автопроизводитель, основанный в 1994 году и базирующийся в Милдьюре, штат Виктория, Австралия. Его модельный ряд состоит из высокопроизводительных автомобилей с двигателем V8 на базе автомобилей производства Holden.

## Описание
Поскольку основатель CSV  Питер Дикьера (моторостроитель и драг-рейсер 1970-х годов) решил, что CSV не будет просто строить модифицированные версии существующих автомобилей Holden, в 1996 году компания CSV получила одобрение правительства в соответствии с Австралийскими правилами проектирования. Таким образом, компания CSV стала «вторичным производителем» по той же схеме, что и конкурент Holden Special Vehicles (HSV).
Знаменитая репутация тюнера CSV была создана с первым автомобилем, построенным в 1994 году. Первой моделью компании CSV стала Corsa 220i («corsa» в переводе с итальянского означает «гонка») на базе Holden Berlina (VR). Интерес, возникший в связи с благоприятными результатами этого нового высокопроизводительного седана по сравнению с аналогом HSV, как было опубликовано в национальном автомобильном журнале, заставил CSV построить ещё два автомобиля по специальному заказу и начать участвовать в австралийских автосалонах.
Ассортимент CSV включает в себя:
- Volanti (фонетическая адаптация слова «volante», означающего «летящий» на итальянском), Strada (что означает «дорога» на итальянском) и Veloce (что означает «быстрый» на итальянском), основанные на седане и универсале Holden Commodore с короткой колёсной базой (серии VR—VX).
- La Classe (в переводе с итальянского означает «класс»), основанный на длиннобазном седане Holden Statesman/Caprice (серий VS[1] и WH).
- Mondo (что в переводе с итальянского означает «мир»), основанный на купе Holden Monaro (серия V2). Всего было выпущено 15 экземпляров.
- Bullet основан на юте Holden (серии VS—VU)[2].

Индивидуальное обозначение модели каждого автомобиля основано на мощности двигателя в киловаттах. Например, Mondo выпускался под индексами GT305 (с 5,7-литровым двигателем LS1 мощностью 305 кВт (409 л.с.), высокопроизводительными коллекторами из нержавеющей стали, выхлопной системой из нержавеющей стали, тормозами Harrop, подвеской Koni, 19-дюймовыми легкосплавными колёсными дисками и шинами 245/35ZR19), GT350R «Stage 2» (с чертёжной версией базового двигателя) и GT400R (вместо этого с 6,5-литровым двигателем V8). Помимо двигателей V8, усовершенствованной подвески и тормозной системы, модели CSV отличались обновлённым интерьером и полным обвесом (в частности, вентиляционными отверстиями капота, изменёнными решётками радиатора и большими спойлерами на крышках). Достижения CSV в местной австралийской промышленности включают производство с 2000 года самого быстрого австралийского серийного автомобиля с разгоном от 0 до 400 метров (CSV Veloce) и продажи с 2007 года первого спортивного автомобиля на базе Holden Commodore с 7,0-литровым двигателем LS7 V8 (CSV GTS).
По-прежнему базируясь в Милдьюре, CSV на некоторое время расширила свою деятельность до Мельбурна. Также бренд был представлен в Перте, Западная Австралия, как CSV Australia.